# Leptohyphes musseri
Leptohyphes musseri är en dagsländeart som beskrevs av Allen 1967. Leptohyphes musseri ingår i släktet Leptohyphes och familjen Leptohyphidae. Inga underarter finns listade i Catalogue of Life.